# Přerov nad Labem
Přerov nad Labem település Csehországban, a Nymburki járásban. Přerov nad Labem Semice, Čelákovice, Mochov, Lysá nad Labem, Starý Vestec és Bříství településekkel határos. Lakosainak száma 1252 fő (2024. január 1.).

## Népesség
A település lakosságának változását az alábbi diagram mutatja:
| Lakosok száma | 946  | 969  | 1063 | 1100 | 1044 | 1152 | 1240 | 1192 | 1239 | 1252 |
|               | 1869 | 1900 | 1921 | 1961 | 1980 | 2011 | 2016 | 2019 | 2021 | 2024 |